# Andrea Stramaccioni
Andrea Stramaccioni (ur. 9 stycznia 1976 w Rzymie) – włoski trener piłkarski, a wcześniej zawodowy piłkarz.

## Kariera

### Piłkarz
Grał na pozycji obrońcy w trzecioligowej Bologni w sezonie 1994–1995, jednak jego dobrze zapowiadającą się karierą karierę piłkarską bardzo szybko przerwała kontuzja kolana. Zdarzenie to powodowało, że popadł w depresję. Wyszedł z niej dzięki nauce. Rozpoczął studia prawnicze, które ukończył w 2010 r. Jego praca magisterska dotyczyła inwestycji klubów na rynkach finansowych.

### Trener
Karierę trenerską rozpoczął w rodzinnym Rzymie po otrzymaniu w 2003 r. uprawnień trenera juniorów, do czego nakłonił go jego piłkarski agent. W wieku 25 lat został trenerem młodzieżowej rzymskiej drużyny AZ Sport (U-16) z którą zdobył tytuł mistrzowski na szczeblu regionalnym. Kolejnym etapem w jego karierze była praca dla rzymskiej drużyny - Romulea (U-14). Z zespołem tym wygrał regionalne rozgrywki. W roku 2005 rozpoczął pracę z zespołami młodzieżowymi AS Romy zaczynając najpierw od Esordienti Roma (10-12 lat). Zatrudnienie zawdzięczał Bruno Contiemu - szefowi akademii Romy, który dojrzał w nim potencjał. Przez 6 lat pracy zdobył dwa młodzieżowe tytuły mistrza Włoch : z Giovanissimi Nazionali (U-14) w 2007 roku i z Allievi Nazionali (U-16) w 2010 roku. 9 Maja 2009 r. otrzymał licencję UEFA A. Później przeniósł się do Mediolanu, gdzie podpisał trzyletni kontrakt z Nerazzurrimi i rozpoczął pracę z młodzieżą Interu. Odrzucił wówczas ofertę Arrigo Sacchiego objęcia posady selekcjonera młodzieżowej reprezentacji Włoch do lat 17.

#### Inter Mediolan Primavera
W 2011 r. zastąpił Fulvia Peę na stanowisku trenera Primavery (U-20). Primaverę Interu poprowadził 25 marca 2012 r. do zwycięstwa (5:3 po karnych z Ajaxem po 90 min. 1:1) w prestiżowym turnieju NextGen Series (2011/2012) uznawanym za nieoficjalne Mistrzostwa Europy drużyn młodzieżowych. Zespół zakończył sezon 2011/12 wywalczeniem młodzieżowego Mistrzostwa Włoch.

#### Inter Mediolan
26 marca 2012 roku objął posadę trenera seniorskiej drużyny Interu Mediolan, zastępując tym samym na tym stanowisku Claudio Ranierego stając się trzecim najmłodszym trenerem w historii Interu. Ofertę poprowadzenia Nerazzurrich otrzymał zaledwie dzień po sukcesie. Z Interem zakończył sezon 2011/12 na szóstym miejscu w lidze. Latem 2012 przedłużył kontrakt o dalsze trzy lata. FIGC wyraziła zgodę na prowadzenie przez niego zespołu pierwszoligowego pod warunkiem, że w czerwcu 2013 uzyska Licencję Pro. 3 listopada poprowadził Inter do zwycięstwa 3:1 nad Juventusem, które kładło kres passie 49 meczów tego klubu bez porażki.
Stramaccioni preferuje grę z różnymi schematami taktycznymi, bez przywiązywania się szczególnie do jednego z nich. W wielu aspektach przypomina José Mourinho, dlatego bywał nazywany jego następcą.
Po zakończeniu sezonu 2012/13, w którym prowadzony przez niego Inter zajął 9. miejsce, został zwolniony i zastąpiony przez Waltera Mazzarriego.

## Sukcesy
- Scudetto Giovanissimi Dilettanti: 2002–03 z Romuleą,
- Scudetto Giovanissimi Nazionali: 2006–07 z Primaverą Romy,
- Scudetto Allievi Nazionali: 2009–10 z Primaverą Romy,
- NextGen Series: 2011–12 z Primaverą Interu.